# In punta di piedi (singolo)
In punta di piedi è un singolo della cantautrice italiana Nathalie, pubblicato il 23 novembre 2010 come unico estratto dall'unico EP omonimo.

## Il brano
Scritto dalla stessa Nathalie, In punta di piedi è stato il singolo con il quale l'artista è diventata popolare, pur non essendo il suo brano d'esordio. Presentato il 16 novembre 2010 durante la semifinale del talent show X Factor (allora su Rai 2) al quale la cantautrice ha preso parte risultandone vincitrice, è stato pubblicato ufficialmente dalla Sony il 23 dello stesso mese, insieme all'omonimo EP d'esordio della cantautrice, nel quale è contenuto il singolo.

## Video musicale
Il videoclip del brano è stato reso disponibile in anteprima assoluta nei giorni tra il 23 e il 25 dicembre 2010 su Libero TV, la Web TV del portale Libero. La regia del video è stata affidata a Saku.

## Tracce
Testi e musiche di Nathalie.
1. In punta di piedi – 3:38

## Successo commerciale
Il singolo ha esordito alla prima posizione della classifica dei singoli più venduti in Italia, è sceso alla terza nella seconda settimana, per poi abbandonare la top 10 la settimana successiva. Il brano nel gennaio 2011, viene certificato disco d'oro dalla FIMI.

## Classifiche
| Classifica (2010) | Posizione massima |
| ----------------- | ----------------- |
| Italia            | 1                 |